# Limbaži (rejon)
Limbaži (łot. Limbažu rajons) – rejon w północnej Łotwie, funkcjonujący w latach 1949–1962 i 1967–2009.
Rejon graniczył z Estonią oraz z rejonami: Kieś, Ryga i Valmiera.
Zniesiony 30 czerwca 2009, w ramach reformy administracyjnej.